# Mia Doi Todd
Mia Doi Todd (Los Angeles, 30 giugno 1975) è una cantante e musicista statunitense di formazione classica.
Ha iniziato a comporre e scrivere canzoni quando era ancora studente alla Yale University.

## Musica
I diversi album pubblicati hanno qualità del tutto personali, difficilmente inquadrabili con la statica definizione di genere.
I primi tre album, The ewe and the eye edito dalla Xmas records (1997), "Come out of your mine" della Communion Label (1999) e "Zeroone" (2001) sono opere acustiche soliste, costruite su chitarre evocative e voce eterea e sussurrata.
Nel 2002 viene pubblicato The Golden State dalla Columbia Records: prodotto da Mitchell Froom, i brani sono una escursione tra vari panorami sonori e timbrici. 
Nel 2005, per Manzanita edito da Plug Research, Mia è accompagnata da alcuni membri dei Beachwood Sparks, Brian Jonestown Massacre, Future Pigeon, The Tyde e dei Dead Meadow, i quali hanno collaborato alla creazione di una classica collezione di canzoni.
Mia ha collaborato anche con molti musicisti di estrazione rock, elettronica e hip-hop, contribuendo con la sua voce particolare e inconfondibile a pubblicazioni di Dntel, Beachwood Sparks, DJ Nobody, Adventure Time, Frausdots, Folk Implosion, The Mission, Saul Williams, Ammoncontact.
Il suo album più recente, uscito nel 2021, è intitolato Music Life, un raffinato viaggio tra jazz e folk, con poche recensioni disponibili sul web ma molto positive, come ad esempio quella su Ondarock